# Асоціація виробників молока
Асоціація виробників молока (АВМ) — неприбуткове, добровільне об'єднання підприємств, що спеціалізуються на молочному скотарстві.
Асоціація офіційно зареєстрована 30 квітня 2009 року.
За 10 років існування лави об'єднання зросли в 10 разів: у 2020-му учасниками АВМ є 150 господарств з усіх куточків України (середній розмір господарства — 600 корів).
Цілі Асоціації:
- лобіювання інтересів та захист прав  підприємств у галузі молочного скотарства на державному рівні,
- досягнення світових стандартів виробництва продукції завдяки впровадженню сучасних технологій,
- обмін досвідом, імпорт кращих світових рішень у молочному скотарстві для підвищення прибутковості молочного бізнесу
- популяризація молочних продуктів як невіддільної складової здорового харчування

Сьогодні АВМ — це об'єднувальна і рушійна сила всієї національної молочної галузі, головний лобіст інтересів молочарів на державному рівні, зрештою — борець за натуральні і якісні молочні продукти на столі кожного українця і здоров'я підростаючого покоління.
Свідченням досягнень та авторитету АВМ є підтримка і партнерство з боку визнаних міжнародних організацій та фондів: FAO, EBRD, IFC, USAID, APD, а також посольств Австрії, Естонії, Канади, Нідерландів, Німеччини, Франції, США та інших країн.
Експерти АВМ - члени робочих груп Мінагро та Мінекономіки, залучені експерти Аграрного та ін. комітетів ВРУ; як член «Всеукраїнського Аграрного Форуму», АВМ представляє інтереси галузі на рівні ЄС в Copa-Cogeca.
Членство в Асоціації є добровільним і відкритим для всіх бажаючих виробників молока. Єдина вимога — це бажання працювати та бізнес-підхід  до молочного скотарства.

## Учасники
Господарства-учасники АВМ спільно утримують близько 78 тисяч корів, виробляють близько 680 тисяч тонн молока-сировини/рік, що складає близько 40% всього промислового молока (дані можуть змінюватись через воєнні дії в Україні).
Господарства-учасники АВМ за підсумками 2024-го року:
- разом утримують близько третини промислових корів України та обробляють 1,3 млн га 
- постачають понад 30% всього промислового молока, що надходить на переробку в Україні,
- мають середній надій на рівні 8800 кг проти 6565 кг/корова/рік в середньому по Україні, а у кращі господарствах - понад 12 000 кг/корова/рік.

## Консультаційний центр
Консультаційний центр Асоціації виробників молока (КЦ АВМ) заснований 2010 року завдяки ініціативі та фінансуванню господарств-учасників. КЦ АВМ консолідував найкращих експертів молочної галузі. Команда КЦ АВМ у 2020 році — це 85 консультантів, що надають послуги з питань управління, ветеринарії, зоотехнії, агрономії, будівництва та реконструкції МТФ.
Функціонують 9 мобільних підрозділів, які обслуговують молочнотоварні господарства у східному, західному, північному, південному та центральному регіонах України.
Щоб дізнатися більше про Консультаційний Центр АВМ, відвідайте сайт  http://avm-kc.org.ua/uk [Архівовано 28 листопада 2020 у Wayback Machine.]

## Проекти та послуги АВМ
- Інформаційно-аналітичний центр молочного скотарства
- Найбільша експертна платформа у молочному скотарстві Європи — Консультаційний Центр АВМ [Архівовано 28 листопада 2020 у Wayback Machine.].
- Інноваційний навчальний центр Dairy Center Kischenzi — підвищення кваліфікації всіх ланок молочнотоварної ферми із максимальним практичним зануренням, міжнародними майстер-класами та онлайн-курсами.
- ДК ФІД — постачання високоякісних кормів для ВР
- Dairy Global Experts [Архівовано 28 листопада 2020 у Wayback Machine.] — міжнародний відділ консультаційного центру Асоціації виробників молока.
- Центр Ветеринарного Обслуговування [Архівовано 18 січня 2021 у Wayback Machine.]
- Кадрова агенція Агроджоб [Архівовано 30 листопада 2020 у Wayback Machine.] — перша кадрова агенція в аграрному секторі України.
- Сучасна лабораторія якості молока та кормів Uman Labs [Архівовано 24 листопада 2020 у Wayback Machine.].
- Організатор провідних галузевих подій: Національні дні ферми та Міжнародний молочний конгрес [Архівовано 28 липня 2020 у Wayback Machine.].
- Журнал «Молоко і Ферма»

## Популяризація Агро
Асоціація виробників молока активно популяризує агро як кар’єний вибір серед молоді.
2018-2025 – 30 талановитих школярів отримали стипендії від Асоціації виробників молока на навчання в 10-11класах Українського Аграрного Ліцею (УАЛ). 
АВМ співпрацює із БДАУ, НУБіП, ПДАУ, СНАУ та ін. аграрними вузами.